# 감전
감전(感電)은 전기가 통하는 물체에 몸이 닿아 전류가 흘러 상해를 입거나 충격을 느끼는 일이다.
피부가 건조하고 전원에 약하게 닿을 때는 아무런 문제가 없으나, 땀이 나 있거나 젖어 있는 피부에 닿으면 목숨을 잃는 경우까지 있다. 감전의 응급처치는 먼저 전원을 끊고 환자를 전원에서 떼어내야 하는데, 이때 구조자 자신이 감전되지 않도록 건조한 고무나 가죽제의 장갑과 신발을 착용하고 바닥에는 담요를 깔아 전류가 흐르지 않게 한다. 환자는 냉각, 사후경직이 없는 한 인공호흡을 계속해야 한다. 
| 전류       | 증상                                                                        |
| 1mA        | 인체에 1mA 정도 전류가 흐르면 감전이 되었다고 느낀다.                       |
| 5mA        | 찌릿한 경련을 일으킨다.                                                     |
| 10mA~15mA  | 아주 불쾌해지지만, 스스로 전원에서 떨어질 수 있는 한도                      |
| 15mA~30mA  | 강한 경련을 일으키고, 통전 경로의 신경이 마비된다.                          |
| 50mA~100mA | 신경이 마비되어 스스로 그 전원에서 떨어질 수 없게 되어 사망에 이를 수 있다. |

## 감전에 의한 심실세동
- 1초동안 165mA를 흘리는 통전이 되면, 심실세동이 일어날 확률이 5%이나, 1초동안 500mA를 흘리면, 심실세동이 일어날 확률이 100%가 되어 사망에 이르게 된다.
- 남자보다 여자가 더 민감하다.
- 위에 언급한 전류는 양손(또는 한손) -> 양발(또는 한발)으로 흐르는 것이다. 왼손 -> 가슴으로 흐르는 전류에 의한 충격은 일반 충격보다 1.5배로 더 높다.
- 심장에 10uA를 직접 흘리면 심실세동이 발생한다.

## 전기적 충격에 대한 보호

### 일반 정보기술기기
이의 전기적 충격에 대한 보호 규격은 IEC 60950-1 2.4장(전류제한회로)에 있다. 여기엔 1kHz 이하의 주파수의 경우, 전류 제한 회로의 임의의 두 부분 사이나 전류 제한 회로와 기기 보호접지 단자 사이에 접속된 2k Ohm의 무유도 저항을 통해 흐르는 정상 상태 전류는 0.7mApeak 또는 2mAdc를 초과하지 말아야 한다고 되어 있다.

### 의료기기
의료기기인 경우 전기적 충격에 대한 보호의 규격이 IEC 60601-1 6.2항(전기적 충격에 대한 보호) 및 8.4항(전압, 전류 또는 에너지의 제한)에 있다.
- 외부 전원에서 에너지를 공급받는 의료기기는 사용 용도에 따라 1급 의료기기(보통 거치형) 또는 2급 의료기기(보통 수지형)로 분류하고, 이에 알맞는 절연을 해야 한다. 기타 의료기기는 내부전원형 의료기기로 분류해야 한다.
- 공급전원에 접속할 수단이 있는 내부전원형 의료기기는 공급전원에 접속한 경우, 1급 의료기기 또는 2급 의료기기의 요구사항에 적합해야 하며, 접속하지 않은 경우 내부전원형 의료기기의 요구사항에 적합해야 한다.
- 접촉하여 에너지를 주고 받는 장착부는 B형, BF형, CF형 장착부로 분류하여 이에 맞는 누설전류 제한치를 만족해야 한다. 또는 장착부는 제세동장치와 같이 사용할 경우 내제세동형 장착부의 성능을 가져야 한다.

| 장착부    | 종류                               | 인체누설전류의 상한치                            |
| B 장착부  | 인체에 전기 이외의 에너지를 송수신 | (정상상태)교류 0.1mA, (단일고장상태) 교류0.5mA   |
| BF 장착부 | 인체에 전기에너지를 송수신         | (정상상태)교류 0.1mA, (단일고장상태) 교류0.5mA   |
| CF 장착부 | 심장부위에 전기에너지를 송수신     | (정상상태)교류 0.01mA, (단일고장상태) 교류0.05mA |

- 의료기기에서 환자의 누설전류 경우 비정상인이므로, 정상인이 느끼는 누설전류 1mA 대비 10% 수준(0.1mA)으로 관리하고, 안전장치가 고장난 단일 고장상태의 경우도 정상인의 50% 수준 이하로 인체 누설전류를 제한한다.
- 의료기기에서 인체 누설전류는 환자누설전류, 접촉전류, 환자측정전류를 의미한다. 그리고 내제세동형이라는 것은 제세동장치에 의해 5000V가 의료기기에 가해지더라도 견디어야 한다는 조건이다.

## 매체에서의 감전
만화나 영화, 애니메이션, 게임 등에서는 등장인물이 감전되었을 때 뼈가 보이는 것으로 표현된다.

## 같이 보기
- 정전기
- 전자기학
- 밀그램 실험